# 遠野大弥
遠野 大弥（とおの だいや、1999年3月14日 - ）は、静岡県藤枝市出身のプロサッカー選手。Jリーグ・横浜F・マリノス所属。ポジションはフォワード（FW）。

## 来歴

### プロ入り前
藤枝明誠高校サッカー部出身（同期に藤本一輝、丹羽一陽）。3年生の時に第95回全国高等学校サッカー選手権大会に出場している。その後の卒業が迫っていた時期、当初は新潟経営大学に特待生として進学し、同サッカー部に入部するつもりでいた。しかし、願書提出期限の1週間前にHonda FCからのオファーがあり、迷いはしたものの当時のHonda FC下部組織出身の同級生の後押しもあって、最終的にHonda FCへの入団を決めた。

### Honda FC時代
入団会見ではリーグ新人王奪取と2桁得点を目標に掲げ、また、その直後に行われたモンテディオ山形との練習試合では、当時J2リーグ在籍であった相手に得点を挙げ、存在をアピールすることに成功する。以降、新人だった2017年は4得点、2018年は5得点。そして2019年は自己最多でチーム得点王となる9得点を記録し、Honda FCの4連覇に貢献。2019年のJFLベストイレブンに初選出された。また天皇杯でもHonda FCを12年振りのベスト8に導く活躍だった。一方で、選手としてはプロ契約ではなく正社員（即ちアマチュア）の立場であったため、午前中は浜松市内にある本田技研工業の事業所の一つ、トランスミッション製造部の工場で働いていた。遠野はHonda在籍時代における仕事とサッカーの両立について「決して生半可な気持ちではこなせなかった」と振り返っており、当時の職場の同僚の先輩からは「仕事があってのサッカーだ」「周りから応援してもらえる選手になれ」とよく言われていたと語っている。

### アビスパ福岡時代
天皇杯の活躍により、2020年に川崎フロンターレに完全移籍。そのままアビスパ福岡に期限付き移籍した。この経緯は、前年の開幕前に川崎とHondaの練習試合で川崎から高い評価を受け、同クラブから注目されることになったが、天皇杯での活躍も相まって他クラブからも注目されることとなり、結果として移籍の正式オファーをした最初のクラブが福岡であった。その後、川崎も正式オファーをしたが、川崎からは「1年は待ってくれ」という条件付きであった。しかし前年の2019年に結果を残した当時の遠野はすぐにJリーグでプレーしたいという気持ちがあり、川崎に対して「1年は待てない」と返答する。川崎はオファー内容を変更し「1年間はレンタルで」と提案し、遠野もそれを了承する。結果、先述した移籍の流れとなった。J2第1節・ギラヴァンツ北九州戦にて先発出場でJリーグデビューを果たすと、決勝点となるゴールを決め勝利に貢献した。シーズンを通じて主力を務め、チーム最多の11ゴールを決めJ1昇格に大きく貢献した。

### 川崎フロンターレ時代
2021年1月4日、期限付き移籍から復帰。3月7日、第2節のベガルタ仙台戦でJ1初ゴールを決めた。4月8日、第8節のサガン鳥栖戦では途中出場から決勝点を決めて、クラブ通算300勝目の勝利に貢献した。

### 横浜F・マリノス時代
2024年12月20日、横浜F・マリノスに完全移籍。
2025年、3月11日のAFCチャンピオンズリーグエリート2024/25・ノックアウトステージの上海海港足球倶楽部との1回戦の第2戦の前半2分の先制ゴールを奪って勝利に貢献した。6月25日の第15節のFC東京戦で負傷し、後に右アキレス腱断裂で全治6ヶ月見込と診断された。

## 所属クラブ
- 西益津サッカースポーツ少年団
- 藤枝明誠SC[18]
- 2014年 - 2016年 藤枝明誠高等学校
- 2017年 - 2019年  Honda FC
- 2020年 - 2024年  川崎フロンターレ
  - 2020年  アビスパ福岡(期限付き移籍)
- 2025年 -  横浜F・マリノス

## 個人成績
| 国内大会個人成績 | 国内大会個人成績 | 国内大会個人成績 | 国内大会個人成績 | 国内大会個人成績 | 国内大会個人成績 | 国内大会個人成績 | 国内大会個人成績 | 国内大会個人成績 | 国内大会個人成績 | 国内大会個人成績 | 国内大会個人成績 |
| 年度             | クラブ           | 背番号           | リーグ           | リーグ戦         | リーグ戦         | リーグ杯         | リーグ杯         | オープン杯       | オープン杯       | 期間通算         | 期間通算         |
| 年度             | クラブ           | 背番号           | リーグ           | 出場             | 得点             | 出場             | 得点             | 出場             | 得点             | 出場             | 得点             |
| 日本             | 日本             | 日本             | 日本             | リーグ戦         | リーグ戦         | リーグ杯         | リーグ杯         | 天皇杯           | 天皇杯           | 期間通算         | 期間通算         |
| ---------------- | ---------------- | ---------------- | ---------------- | ---------------- | ---------------- | ---------------- | ---------------- | ---------------- | ---------------- | ---------------- | ---------------- |
| 2017             | Honda            | 26               | JFL              | 16               | 4                | -                | -                | 1                | 1                | 17               | 5                |
| 2018             | Honda            | 26               | JFL              | 20               | 5                | -                | -                | 2                | 0                | 22               | 5                |
| 2019             | Honda            | 26               | JFL              | 26               | 9                | -                | -                | 5                | 4                | 31               | 13               |
| 2020             | 福岡             | 26               | J2               | 41               | 11               | -                | -                | -                | -                | 41               | 11               |
| 2021             | 川崎             | 19               | J1               | 27               | 6                | 2                | 0                | 4                | 0                | 33               | 6                |
| 2022             | 川崎             | 19               | J1               | 31               | 2                | 2                | 0                | 2                | 0                | 35               | 2                |
| 2023             | 川崎             | 17               | J1               | 30               | 1                | 6                | 3                | 5                | 2                | 41               | 6                |
| 2024             | 川崎             | 17               | J1               | 35               | 1                | 4                | 2                | 2                | 0                | 41               | 3                |
| 2025             | 横浜FM           | 9                | J1               |                  |                  |                  |                  |                  |                  |                  |                  |
| 通算             | 日本             | 日本             | J1               | 123              | 10               | 14               | 5                | 13               | 2                | 150              | 17               |
| 通算             | 日本             | 日本             | J2               | 41               | 11               | -                | -                | -                | -                | 41               | 11               |
| 通算             | 日本             | 日本             | JFL              | 62               | 18               | -                | -                | 8                | 5                | 70               | 23               |
| 総通算           | 総通算           | 総通算           | 総通算           | 226              | 39               | 14               | 5                | 21               | 7                | 261              | 51               |

| 国際大会個人成績 | 国際大会個人成績 | 国際大会個人成績 | 国際大会個人成績 | 国際大会個人成績 |
| 年度             | クラブ           | 背番号           | 出場             | 得点             |
| AFC              | AFC              | AFC              | ACL              | ACL              |
| ---------------- | ---------------- | ---------------- | ---------------- | ---------------- |
| 2021             | 川崎             | 19               | 4                | 1                |
| 2022             | 川崎             | 19               | 5                | 0                |
| 2023-24          | 川崎             | 17               | 4                | 2                |
| 2024-25          | 川崎             | 17               | 6                | 1                |
| 2024-25          | 横浜FM           | 9                |                  |                  |
| 通算             | AFC              | AFC              | 19               | 4                |

その他の公式戦
- 2021年
  - スーパーカップ 1試合0得点

出場歴
- Jリーグ初出場 - 2020年2月23日 J2第1節 ギラヴァンツ北九州戦（ミクニワールドスタジアム北九州）
- Jリーグ初得点 - 同上

## タイトル

### クラブ
Honda FC
- JFL：3回（2017年、2018年、2019年）

川崎フロンターレ
- FUJI XEROX SUPER CUP：1回（2021年）
- J1リーグ：1回（2021年）
- 天皇杯 JFA 全日本サッカー選手権大会：1回（2023年）

### 個人
- JFLベストイレブン（2019年）[7]
- J2リーグ月間MVP（2020年）